# براقة (أولاد اعزيز)
براقة هو دُوَّار يقع بجماعة تافرانت، إقليم تاونات، جهة فاس مكناس في المملكة المغربية. ينتمي الدوّار لمشيخة أولاد اعزيز التي تضم 8 دواوير. يقدر عدد سكانه بـ 470 نسمة حسب الإحصاء الرسمي للسكان والسكنى لسنة 2004.

## روابط خارجية
- البوابة الوطنية للجماعات الترابية نسخة محفوظة 12 مارس 2018 على موقع واي باك مشين.
- المندوبية السامية للتخطيط